# Пиголицын, Денис Николаевич
Денис Николаевич Пиголицын (род. 28 марта 1974) — российский хоккеист, защитник.

## Биография
Выпускник ЦСКА. В сезоне 1991/92 дебютировал за ЦСКА-2 во второй лиге, со следующего сезона стал выступать за ЦСКА. С сезона 1996/97 — игрок ХК ЦСКА, в сезоне 1997/98 играл также за «Нефтехимик-2». В начале сезона 1999/2000 ехал в Северную Америку, провёл три года в команде WCHL «Анкоридж Эйсез». В сезоне 2001/02, вернувшись, также играл за клубы «Нефтяник» Лениногорск и «Русич-Эксима»
Бронзовый призёр юниорского чемпионата Европы (1992).
Окончил РГАФК (2000).
Тренер в московских школах «Белые медведи» (2012—2017), «Северная звезда» (с 2017).